# حادث على تل 192
يشير الحادث الذي وقع على تل 192 إلى الخطف والاغتصاب الجماعي وقتل فان ثاي ماو، وهي امرأة فيتنامية شابة في 19 نوفمبر 1966 من قبل فرقة أمريكية خلال حرب فيتنام. على الرغم من أن أخبار الحادثة وصلت إلى جانب الدولة بعد وقت قصير من محاكمات الجنود، اكتسبت القصة شهرة واسعة من خلال مقالة دانيال لانغ لعام 1969 لـلنيويوركر وكتاب لاحق. في عام 1970 قام مايكل فيرهوفن بتصوير فيلم o.k بناء على الحادث. في عام 1989 أخرج براين دي بالما فيلم «ضحايا الحرب»، الذي كان مستندًا إلى كتاب لانغ.

## الحادثة
في 17 نوفمبر 1966، تحدث الرقيب ديفيد إ. جرفاس (20 عامًا) والخاص من الدرجة الأولى ستيفن كاببوت توماس (21 عامًا)، وهما عضوان في شركة سي، الكتيبة الثانية (المحمولة جواً)، والفوج الثامن، وقوة الفرسان الأولى، مع ثلاثة أعضاء آخرين في الفرقة (روبرت إم ستوربي، 22، والأقارب سبريانو إس جارشيا 22 سنة وجوزيف س. جارشيا، 20) (PFCs Robert M. Storeby, 22; cousins Cipriano S. Garcia, 21, and Joseph C. Garcia, 20) عن خطط لاختطاف «فتاة جميلة» خلال مهمة الاستطلاع المخطط لها لليوم التالي، و«في نهاية خمسة أيام سنقتلها». ذكر ريتيربي أيضًا أن جيرفاسي زعم أنه سيكون «جيدًا لمعنويات الفريق».
في حوالي الساعة 5:00 من صباح يوم 18 نوفمبر، دخلت الفرقة إلى قرية كاتونج الصغيرة في منطقة فوميدستريك بحثًا عن امرأة. بعد العثور على فان ثاي ماو، ربطوا معصميها بحبل، مكمّموها وأخذوها في المهمة. في وقت لاحق، بعد أن أقام معسكرًا في زقاق مهجور، تناوب أربعة من الجنود (باستثناء بي إف سي ستوربي PFC storeby) على اغتصاب ماو. في اليوم التالي، في خضم تبادل لإطلاق النار مع الفيتكونغ، أصبح توماس وجيفراس قلقين من أن تُرى المرأة مع الفرقة. أخذ توماس ماو إلى منطقة فراشه وعلى الرغم من أنه طعنها ثلاث مرات بسكين صيده، إلا أنه فشل في قتلها. وعندما حاولت الفرار، طاردها ثلاثة من الجنود. أسقطها توماس وأطلق عليها الرصاص في رأسه ببندقيته الـإم 16 (M16)

## ٌُُاثار ما بعد الحادثة
في البداية بلغ بي اف سي ستوربي PFC Storeby عن الجريمة. وفي البداية لم تتخذ سلسلة القيادة، بما في ذلك قائد الشركة، أي إجراء على الرغم من التهديدات ضد حياته من قبل الجنود الذين شاركوا في الاغتصاب والقتل، كان ستوربي مصمما على رؤية معاقبة الجنود. وأدى إصراره في الإبلاغ عن الجريمة إلى السلطات العليا في نهاية المطاف إلى محاكمة عسكرية عرفية ضد زملائه الأربعة. خلال هذه الإجراءات، تم التعرف على الضحية من قبل أختها بان فان ماو.
بي اف سي توماس، بي اف سي كيمريانو جارسا، وبي اف سي جوزيف جارسيا دينوا بالقتل في مارس / آذار وأبريل / نيسان 1967. تم العثور على جيفارس مذنب في العد من القتل في محاكمة يي اف سي توماس، الذي ارتكب الطعن الفعلي وإطلاق النار، طلب المدعي من هيئة المحلفين فرض عقوبة الإعدام عليه. بيد أن المحكمة حكمت على توماس بالسجن مدى الحياة. تم تخفيف هذه العقوبة لأول مرة إلى 20 سنة، ثم خفضت إلى 8 سنوات، مما جعلها مؤهلة للتسريح المؤقت بعد نصف هذا الوقت. وبالمثل، تم تخفيض الحكم الأول لجيفارس من 10 سنوات إلى 8 سنوات وكان مؤهلاً للإفراج عنه خلال نصف هذا الوقت. وفي عام 1968، بُرئ جوزيف غارسيا من الطعن في حكمه الأصلي البالغ 15 سنة، وتم رفض طلبه بعد أن كان ادعائه غير مقبول. تم اختصار حكم سيبريانو جارسيا إلى 22 شهرًا. جميع الجنود (باستثناء بي اف سي ستوربي PFC Storeby) تم تفريغهم من الجيش بشكل مشين.
في عام 1992، اكتسب التدريب بي اف سي ستيفين كابوت توماس سمعة سيئة أخرى عندما كان متورطًا في قتل جورج لوب الذي كان متورطًا في 17 مايو 1991 بالقتل بالرصاص لبحار أفريقي أمريكي على متن حاملة طائرات (USS Saratoga) اسمه هارولد ج. مانسفيلد. كان كل من توماس ولوب من قادة كنيسة عالم الخالق العالمية ذات سيادة البيض. توماس تعرض لإطلاق السراح المشروط حيث تظهر سجلات المحكمة أنه أقضى عامًا واحدًا فقط تحت المراقبة في مقابل شهادته.